# Avenida Álvaro Obregón
La Avenida Álvaro Obregón es un bulevar de la colonia Roma de la Ciudad de México, actualmente su avenida central. Su nombre original fue Avenida Jalisco, cuando fue construida en los inicios del siglo XX. Tiene en su recorrido un camellón con esculturas de la mitología griega y romana.

## Historia
La avenida Álvaro Obregón es uno de los caminos más antiguos de la Ciudad de México. Su existencia se remonta a al siglo XVIII cuando la señora María Magdalena Dávalos y Orozco, conocida como la condesa de Miravalle,  adquirió uno de los terrenos más prósperos para establecer su futura residencia. Los trazos de la construcción necesitaban de un paraje que partiera desde la avenida Río de la Piedad hasta el casco de la hacienda, el cual sería llamado "camino particular a la Hacienda de la Condesa". Por esta razón los arquitectos encargados de dicho proyecto se enfocaron en diseñar un camino que fuera delimitado por árboles tal y como lo marcaba la moda francesa de aquella época. Sin embargo, este plano nunca fue realizado y la calzada fue elaborada en la antigua calle de Tacubaya, hoy conocida como la avenida José Vasconcelos.
Durante el porfiriato se iniciaron los trazos de la colonia Roma y Condesa. El empresario inglés Edward Walter Orrín (dueño del circo más famoso del momento, el circo Orrín) era el gerente de la Compañía de Terrenos de la Calzada de Chapultepec,  S.A. Para 1902 Orrín adquirió un terreno conocido como Potrero de la Romita. Posteriormente pidió los permisos al ayuntamiento para poder fraccionar los terrenos de la Romita y la hacienda de la condesa de Miravalle. Debido a los problemas que enfrentaba el municipio, y a las dificultades que enfrentaban para proveer los servicios necesarios a las colonias recientes, se le permitió a las concesionarias la construcción de nuevos fraccionamientos en los terrenos aún deshabitados. A partir de 1903 Walter Orrín, en conjunto con sus hermanos y el ingeniero estadounidense Clay Lamm, iniciaron las construcciones de calles y casas que para un futuro serían la colonia Roma.

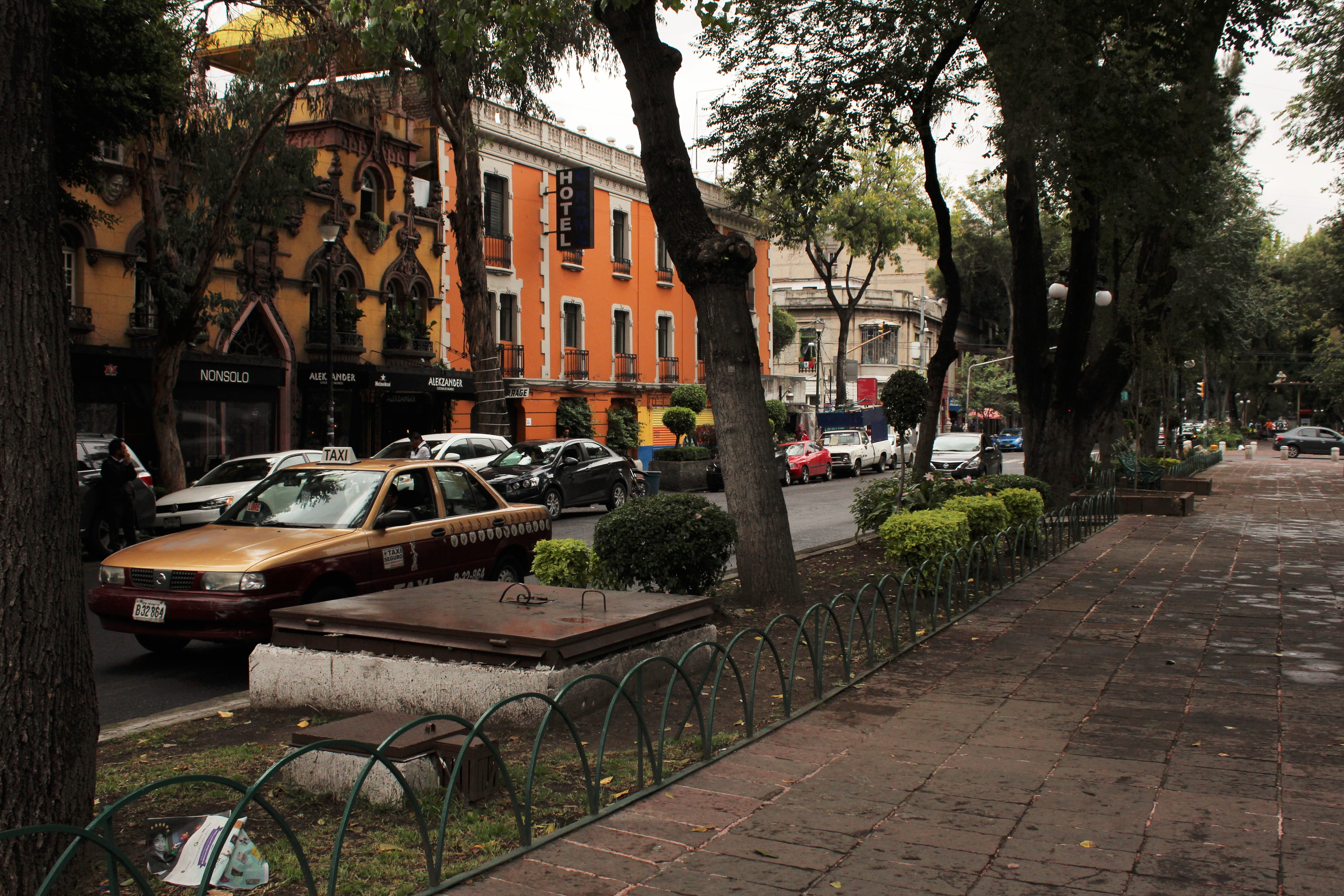
Captura del tránsito automovilístico en una mañana lluviosa sobre la avenida Álvaro Obregón

La colonia Roma fue conocida por sus innovaciones urbanísticas para la época como calles amplias (con un mínimo de 20 metros por calle) asfaltadas y arboladas. El antiguo camino a la hacienda de la Condesa fue retomado hasta este momento, pero ahora con el nombre de Avenida Jalisco; la avenida fue diseñada con 45 metros de ancho, con doble hilera de árboles muy al estilo parisino y un camellón central, que aún permanece en la actualidad. Además el camellón fue decorado con farolas importadas con detalles art nouveau y se instalaron fuentes con réplicas de esculturas griegas y romanas. Otras avenidas similares fueron la avenida Veracruz con 30 metros (actualmente Insurgentes) y la calle de Orizaba con 20 metros, la cual entronca con avenida Jalisco y era la entrada principal al antiguo fraccionamiento de la Roma. 
En ella se establecieron grandes mansiones y se avecindaron personajes como Adamo Boari (cruce con Monterrey), Clay Lamm, fundador de la Casa Lamm (hoy centro cultural), y el general Álvaro Obregón, motivo por el que el nombre de la avenida cambió en homenaje al caudillo luego de su homicidio en 1928.

## Actualidad

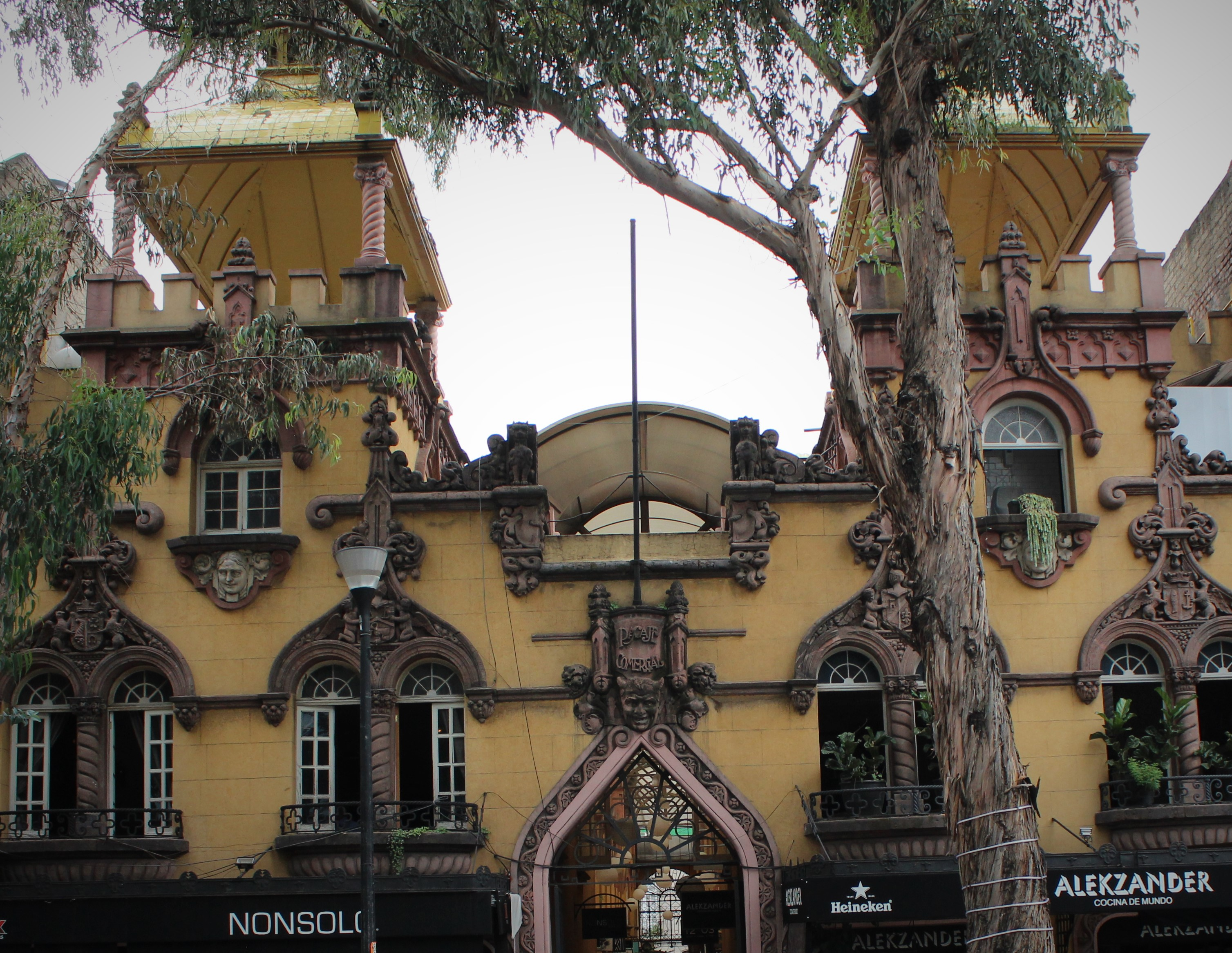
Edificio colonial amarillo ubicado en la avenida Álvaro Obregón, se encuentran detalles rojizos bajo las ventanas al estilo art-nouveau y un árbol grande en la entrada del lugar.

Pese a los cambios urbanísticos sufridos a lo largo de las décadas, como la construcción y ampliación de ejes viales y avenidas, la avenida conserva su trazo original y alberga gran cantidad de edificios de valor histórico, así como galerías, centros culturales y restaurantes de renombre.  Actualmente la avenida es una de las más emblemáticas de la Ciudad de México y sede de la vida nocturna. La mayor parte de la avenida cuenta con restaurantes de comida italiana o restaurantes argentinos.  
El corredor cultural de la avenida Álvaro Obregón se ha convertido en sede de distintas actividades culturales como ferias del libro, exposiciones de arte, muestras gastronómicas y étnicas.

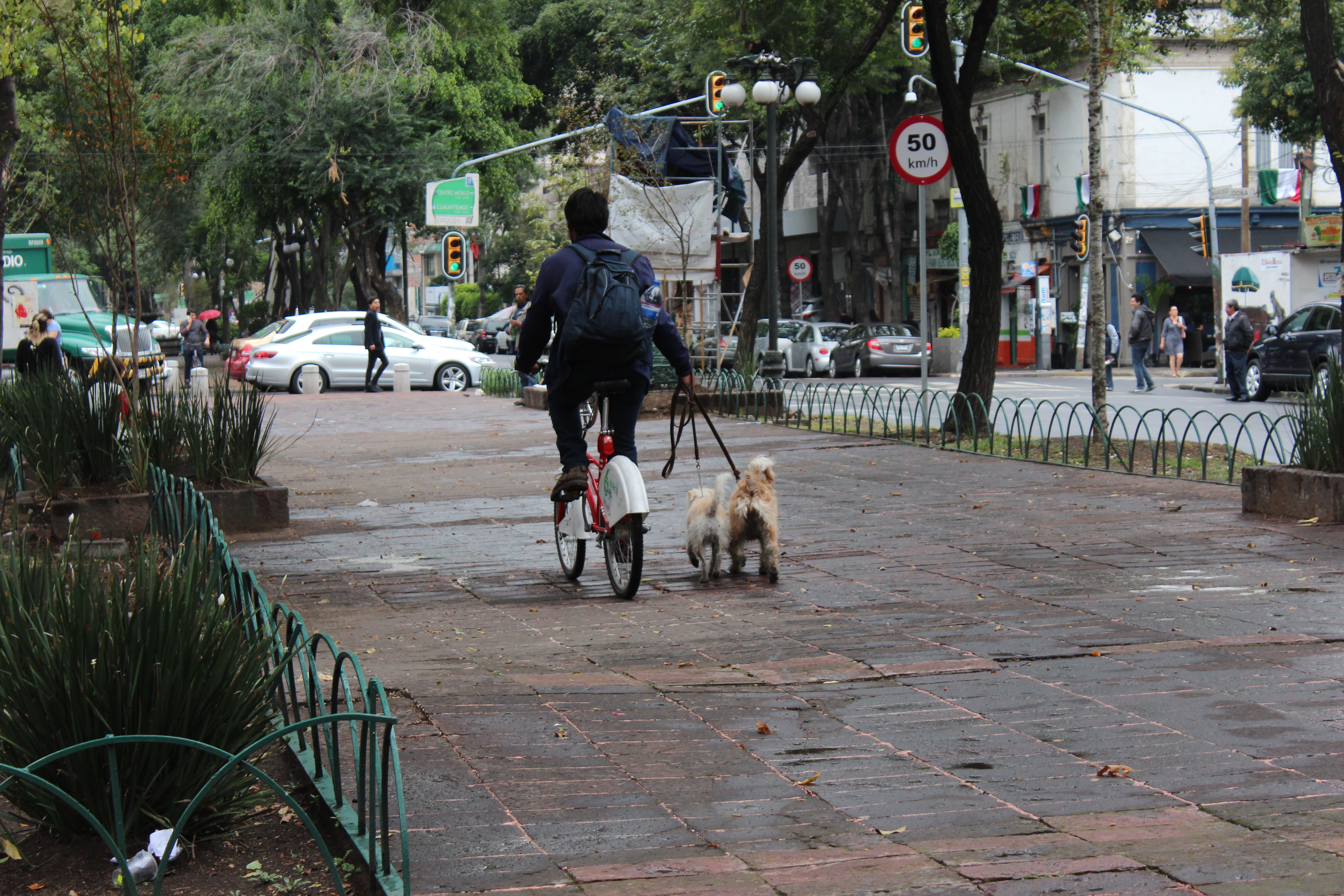
Ciclista paseando a sus dos perros sobre el camellón de la avenida Álvaro Obregón

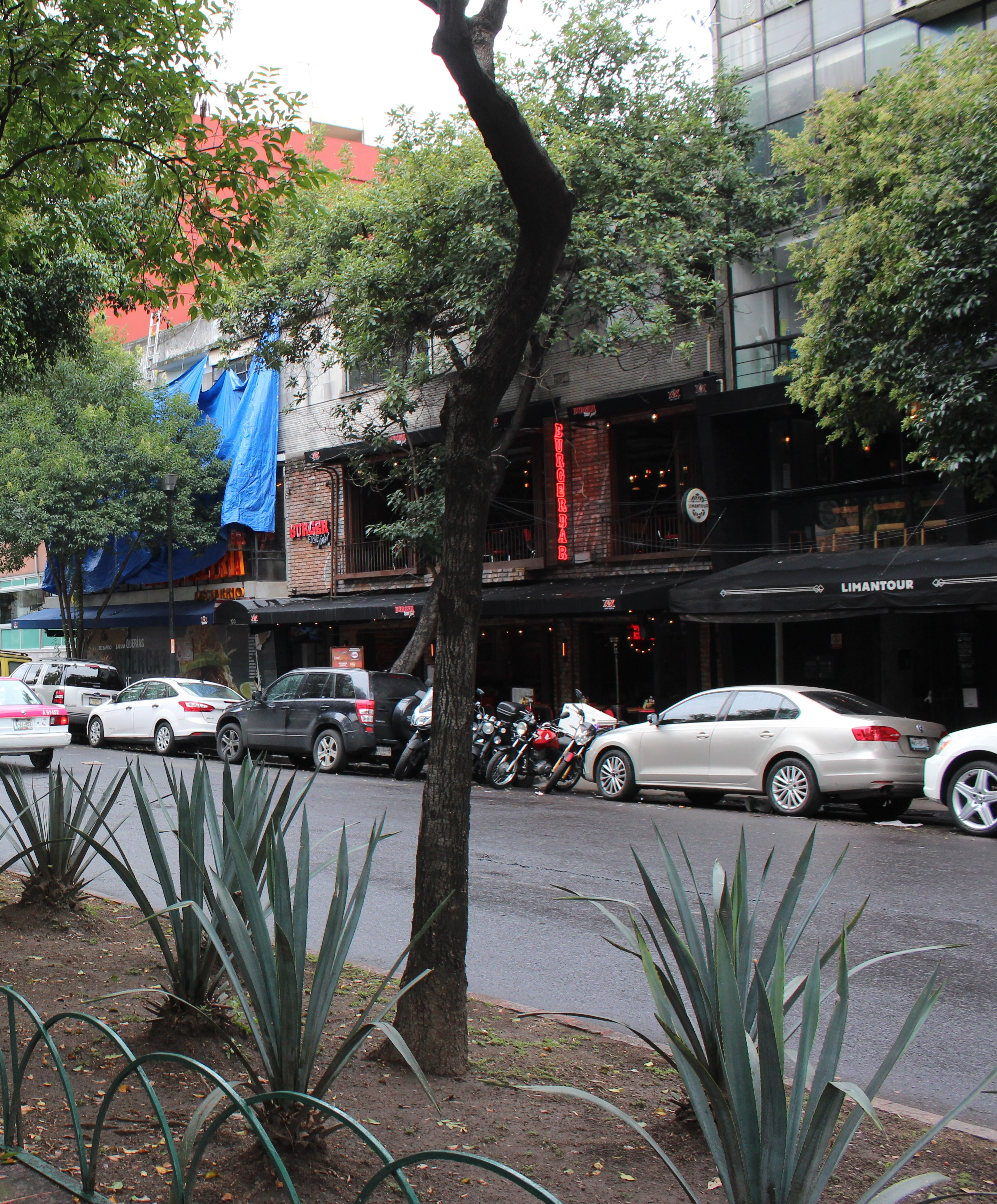
La zona de bares más importante de la avenida Álvaro Obregón, destacan letreros rojos y minimalistas que contrastan con la naturaleza que los rodea.

## Patrimonio

### Arquitectura
- Casa Lamm
- Casa de las Brujas
- Edificio Balmori

### Escultura

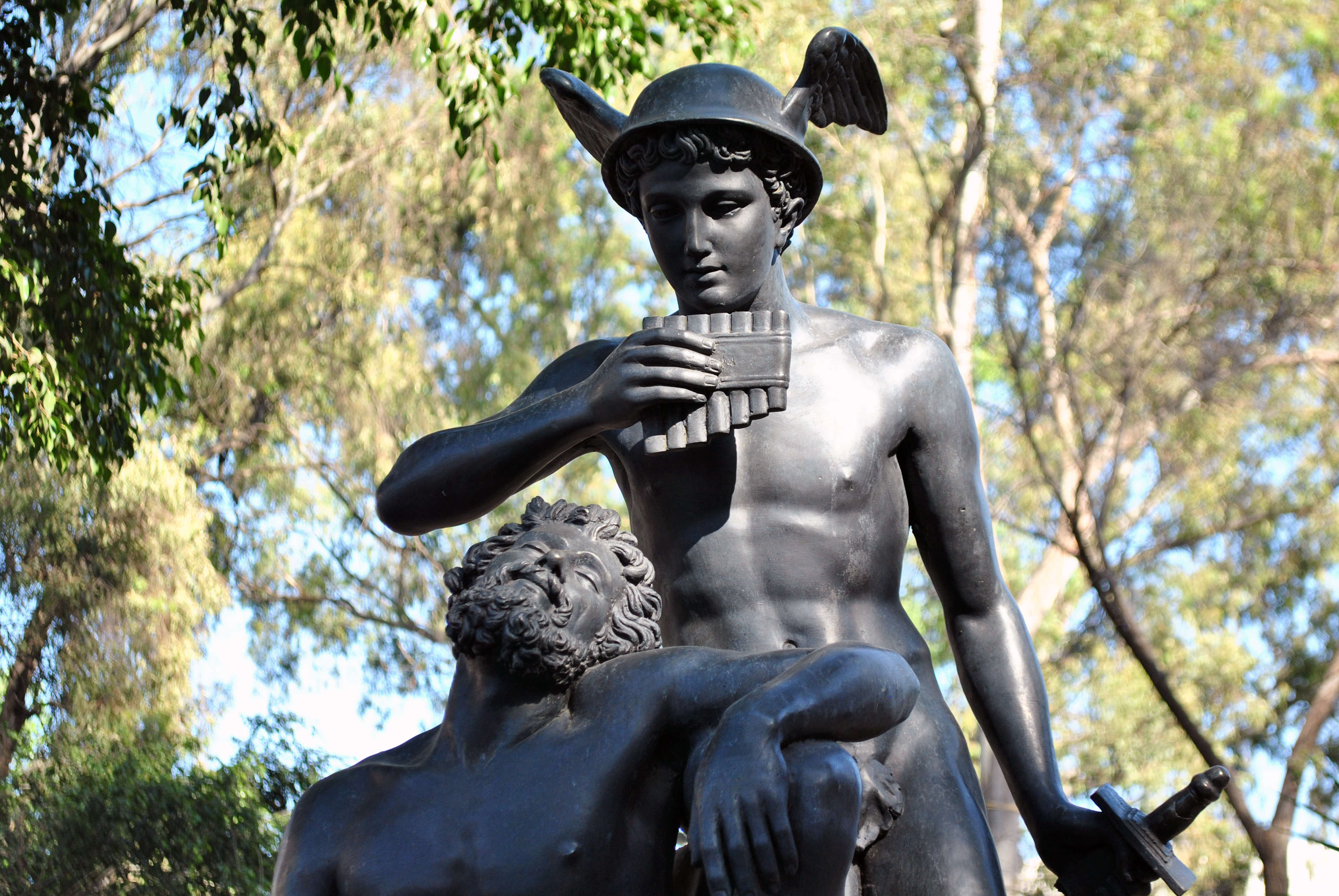
Detalle de "Mercurio y Argos", del escultor Felipe Sojo.

En 1976 Joaquín Álvarez Ordóñez, entonces director de Obras Públicas del Departamento del Distrito Federal, decidió colocar doce esculturas de esculturas de la antigüedad. De oriente a poniente las esculturas son:
- Réplica del Gladiador borghese de Agasio de Éfeso, casi al cruce con Cuauhtémoc.
- San Sebastián de Felipe Valero.
- Mercurio y Argos, de Felipe Sojo
- Doríforo de Policleto de Argos.
- Sátiro y amor de Miguel Noreña
- Réplica del Discóbolo de Mirón.
- Pescador, de Agustín Franco.
- Fuente con el Pescador arrojando las redes, de Gabriel Guerra.
- Réplica de la Venus de Médici
- Réplica de la Venus de Milo
- Venus y el amor, de Gabriel Guerra.
- Isaac de Epitacio Calvo
- Réplica del Baco, de Miguel Ángel.